# Померапе
Померапе (исп. Pomerape) — вулкан на границе Боливии (департамент Оруро) и Чили (область Арика-и-Паринакота). Высота — 6265 м.
Вместе с вулканом Паринакота составляет двойной вулкан Невадос-де-Пайячата. Лучшее время для восхождения на вулкан — с июня по ноябрь.